# Markus Uhl (Musiker)
Markus Uhl (* 13. Juli 1978 in Offenburg) ist ein deutscher Kirchenmusiker, Musikwissenschaftler und Hochschullehrer.

## Leben
Markus Uhl erhielt seinen ersten Orgelunterricht mit 14 Jahren. Nach dem Abitur studierte er von 1998 bis 2004 Diplom-Kirchenmusik (B) und Aufbaustudium Kirchenmusik (A) an der Hochschule für Musik Freiburg bei Zsigmond Szathmáry (Orgel) und Hans-Michael Beuerle (Chorleitung). Von 2004 bis 2006 schloss sich ein Konzertfachstudium Orgel und Orgelimprovisation bei Michael Kapsner an der Hochschule für Musik „Franz Liszt“ Weimar an. Er studierte Musikwissenschaft und Philosophie in Heidelberg und Essen. Mit einer Arbeit über „Die Choralreform in der Folge des Trienter Konzils und die Editio Medicaea (1614/15)“ wurde er zum Dr. phil. promoviert.
Während seines Studiums war er als Kirchenmusiker in St. Ulrich und im Freiburger Raum tätig, außerdem leitete er den KammerChor Kinzigtal. Seit Januar 2007 ist er als Bezirkskantor der Erzdiözese Freiburg für die Dekanate Heidelberg-Weinheim und Wiesloch sowie für die Kirchenmusik an der Jesuitenkirche Heidelberg verantwortlich. Als Chorleiter leitet er die Cappella Palatina Heidelberg und diverse Projektensembles. Er betreute die Orgelneubauten der Firma Kuhn (2009 und 2014) in der Jesuitenkirche und ist an den beiden Instrumenten als Organist tätig. Zudem konzertiert er regelmäßig im In- und Ausland.
Als Lehrbeauftragter unterrichtet er an Hochschulen und Universitäten in Weimar, Freiburg und Heidelberg Orgelimprovisation, Orgelliteratur, Gregorianik, Hymnologie, Deutscher Liturgiegesang und Liturgisches Singen. Von 2011 bis 2017 war er Dozent bei den Internationalen Sommerkursen Gregorianik in Essen. Im Oktober 2019 wurde er von Erzbischof Stephan Burger zum Kirchenmusikdirektor ernannt.
Ab dem Wintersemester 2025/26 übernimmt er die Professur für Orgel an der Hochschule für Musik und Tanz  Köln und wird Leiter des Studiengangs Katholische Kirchenmusik.
Als Vorsitzender des Bundesverbands der katholischen Kirchenmusiker Deutschlands (BKKD) setzte er sich von 2008 bis 2014 für die arbeitsrechtlichen und finanziellen Belange der Berufsgruppe der Kirchenmusiker ein.

## Preise und Auszeichnungen
Beim Internationalen Wettbewerb für junge Chorleiter in Budapest hat er im Juni 2001 den Sonderpreis der Franz Liszt-Akademie für die beste Interpretation eines Werkes von Franz Liszt erhalten.
Für seine Diplomarbeit erhielt er den Helene-Rosenberg-Preis für die beste musikwissenschaftliche Arbeit des Jahres 2002.
Im Jahr 2005 war er Finalist beim Wettbewerb des Internationalen Orgelfestivals in Bochum sowie Preisträger beim Internationalen Improvisationswettbewerb Schwäbisch Gmünd 2005 (3. Preis), beim 2. Internationalen Johann-Joseph-Fux-Wettbewerb und beim Wettbewerb „Orgelimprovisation im Gottesdienst“.